# Балкан (мотоциклет)
Вижте пояснителната страница за други значения на Балкан.
„Балкан“ е марка мотоциклети, произвеждани в Ловеч, България в периода 1958 – 1975 г. с 3 различни кубатури на двигателя – 50, 75 и 250 cm3.
Моделът „Балкан“ с 250 cm3 е с мощност на двигателя 12,5 hp (9,3 kW) при 4800 об/мин. Теглото му е 150 kg, а с полезния товар достига 290 kg. Резервоарът има обем 13 l, съотношението на смесване на бензин с масло е 1:25. Максимална скорост на движение, която може да развие този модел, е 110 km/h. Двигателят е с генератор за захранване на електрическата система и с акумулатор. Запалването е с крачен кик стартер. Мотоциклетът има четири крачни скорости, а контактният ключ има 5 положения.
През 1957 г. от конвейера на ловешкия завод „Балкан“ слиза първият български мотоциклет, който носи името „Балкан, модел М-1“. Няколко години по-късно от конвейера слиза вторият мотоциклет „Балкан М-2“, който има същия двигател и следните характеристики: 247,3 cm3 обем на цилиндъра, развива 12,5 hp при 4800 об/мин и разходът на гориво на този мощен за времето си двигател е 3,3 – 3,5 l/100 km.
Последната модификация на моделите с 250 cm3 двигател е „Балкан С-2“. Различава се от предшественика си по това, че има цяла седалка, скоростомерът е разграфен до 160 km/h (а не до 140 km/h, както е при М-2). Максималната скорост на всичките модели с 250 cm3 двигател е около 110 km/h, те се произвеждат от 1957 г. до 1971 г.
„Балкан 50“ е мотопед. Максималната му скорост е 60 – 65 km/h, средният му разход е 2,5 l на 100 km пробег. Разликата между новите и по-старите модели е в цилиндрите, главите и скоростите (първите са с ръчни, а новите с крачни). Двата вида са с по 3 скорости, а те се делят на: щифтови, съчмени и плъзгачни. Друга видима разлика между мотопедите са капаците. На старите модели те крият карбуратора и са плътно по рамката, а при новите са малки, като от единия край капакът е за инструменти, а в другия е капакът на въздушния филтър.
Като цяло мотопедите и мотоциклетите „Балкан“ са доста добри машини за времето си, доказали се през годините. Завод „Балкан“ като производител на мотоциклети е включен в световната мотоциклетна енциклопедия.